# Army of Darkness vs. Re-Animator
Army of Darkness vs. Reanimator (рус. Армия тьмы против Реаниматора) — кроссовер-комикс серии Army of Darkness, хронологически продолжающий события комикса Shop till You Drop Dead и являющийся прологом к Old School. Комикс вводит в сюжетную линию Army of Darkness персонажей, созданных писателем Говардом Филипсом Лавкрафтом. Состоит из четырёх частей, выпущенных в сентябре 2005-феврале 2006 года. 
Начиная с этой серии, комиксы Army of Darkness стали издаваться только издательством Dynamite Entertainment без участия Devil's Due Publishing, вследствие чего началась сквозная нумерация выпусков.

## Создатели
- Сценарий — Джеймс Кухорич (англ. James Kuhoric);
- Карандаш #1,4 — Сэнфорд Грин (англ. Sanford Greene); карандаш #2-3 — Ник Брэдшоу (англ. Nick Bradshow);
- Цвет #1 — Скотт Кестер (англ. Scott Kester); цвет #2-3 — Джим Шаралампидис (англ. Jim Charalampidis); цвет #4 — ДжейКей Конлин  (англ. JK Conlin);
- Шрифты — Билл Тортолини (англ. Bill Tortolini).

## Содержание выпусков

### #1 (Army of Darkness #1 [vol.1], сентябрь 2005 года)
Эша Уильямса, обвинённого в разгроме магазина S-Mart и убийстве множества его посетителей, арестовывают, признают невменяемым и отправляют в психиатрическую клинику Аркхэм, где его лечащим врачом становится доктор Герберт Уэст (см. Реаниматор). Уэст использует пациентов клиники как подопытных для своих экспериментов, в ходе которых он надеется получить сыворотку, способную воскрешать мертвецов. Исследования уже позволяют ему оживлять тела покойников, вследствие чего Уэст обзавёлся личной армией зомби, но полное восстановление мозговых функций пока ещё остаётся для него недостижимым. Уэст также связан с неким профессором Уэйтли (см. Данвичский ужас), который планирует с помощью Некрономикона уничтожить человечество и подготовить мир к приходу Древних (авторов Некрономикона). Через полгода нахождения Эша в стенах Аркхэма, Уэйтли открывает в подвалах больницы портал в другое измерение, и клинику мгновенно заполняют дедайты. Эша спасают из его палаты двое сотрудников больницы – уборщик Дюс Беллкамп, на теле которого вытатуированы страницы Некрономикона, и медсестра-парапсихолог Мэдлин Ротшильд, обладающая способностями к магии. Оба считают Эша человеком из пророчества, способным избавить мир от зла. Дюс и Мэдлин возвращают Эшу его бензопилу и железную кисть, после чего на выходе из палаты все трое сталкиваются с зомби Уэста.

### #2 (Army of Darkness #2 [vol.1], октябрь 2005 года)
Уничтожив зомби-мутантов Уэста, Мэдлин показывает Эшу найденную в его деле фотографию Шейлы, которая всё это время пыталась освободить его из клиники и в конце концов попала в руки к Уэйтли. Трое отправляются на поиски Шейлы, чтобы освободить её. Тем временем выясняется, что побег Эша был заранее спланирован Уэйтли, поскольку именно смерть избранного должна стать последним ритуалом для вызова в мир одного из Древних, Йог-Сотота. Уэст, узнав, что Эшу удалось спастись, отправляет на его поимку новых зомби. Между делом Мэдлин сообщает Эшу, чтобы он опасался отражений в зеркалах, так как зеркала являются входом в измерение дедайтов. Когда из осколков одного из зеркал появляются лилипуты-двойники Дюса, настоящего Дюса удаётся отбить, но очередным фокусом дедайтов становится создание вылезшей из Дюса двумерной копии Эша. Сразу после этого злой двойник Эша, скрывавшийся в отражении на стенке мусорного бачка, подменяет его собой настоящего Эша, который оказывается в Зазеркалье.

### #3 (Army of Darkness #3 [vol.1], ноябрь 2005 года)
В сюрреалистическом измерении дедайтов Эша спасает от нежити Шейла. Тем временем зомби Уэста удаётся схватить Мэдлин, Дюса и двойника Эша, посчитав того за настоящего. На Дюсе Уэст испытывает свою новую сыворотку, однако она не даёт эффекта, и тот погибает, позже став зомби. Пришедший в лабораторию Уэйтли замечает, что Эш подставной, в бешенстве заявляет, что не желает больше иметь никаких дел с некомпетентным Уэстом и в конце концов показывает свою истинную сущность, превратившись в монстра. Между тем в Зазеркалье Шейла отводит Эша в безопасное место, где знакомит его со своими друзьями – Герби и H.P., которые тоже признают в Эше Избранного и рассказывают ему историю этого места. Эш узнаёт, что Зазеркалье – мир, порождённый извращенным сознанием дедайтов, куда они были изгнаны первым Избранным (здесь также оказываются души, поглощенные дедайтами), а единственная возможность выбраться из него –  вернуться к месту входа, увидеть своего двойника и в этот момент разбить стеклянную безделушку на цепочке, которую вручают Эшу. Выбравшись из Зазеркалья в виде лилипута, Эш сталкивается со своим злым антиподом и своей двумерной копией.

### #4 (Army of Darkness #4 [vol.1], февраль 2006 года)
Уничтожив двумерного Эша с помощью растворителя чернил, Эш незаметно забирается внутрь своего двойника и распиливает его бензопилой. С гибелью двойника к Эшу возвращается его прежний рост. Услышав крик Мэдлин, Эш бросается к ней на выручку. В лаборатории Эш вступает в бой с монстром, сшитым из сотни человеческих тел (включая тело погибшей Шейлы), и видит, что Уэйтли всё это время использовал тело Уэста, а настоящий Уэст находился в Зазеркалье. Однако Баб, самый смышлёный из всех зомби Уэста, подносит к лицу старца бензопилу, настоящий Реаниматор видит из Зазеркалья своего двойника и возвращает себе своё тело. Уэйтли в собственном обличии начинает зачитывать заклинание вызова Йог-Сотота, из-за чего воздух начинают сотрясать электрические разряды. Видя это и используя свои магические навыки, Мэдлин вызывает дождь, что срывает процесс открытия врат. В итоге Эш уничтожает старца, и выбирается вместе с Мэдлин из разваливающегося здания клиники. В финале выясняется, что Уэст и Баб тоже сумели выбраться из-под руин Аркхэма.